# Pistacia lentiscus
Pistacia lentiscus, có tên thông thường là nhũ hương nhưng tránh nhầm với Boswellia spp., là một loài cây bụi hay cây thân gỗ nhỏ, thường xanh, cao tới 3–4 m, có nguồn gốc ở vùng ven Địa Trung Hải, từ Maroc và Iberia về phía đông tới Syria và Israel và về phía bắc tới miền nam Pháp và Hy Lạp; nó cũng là loài cây bản địa của quần đảo Canary.
Một loại nhựa cây giòn, cứng và trong suốt, được thu hoạch từ loài cây này. Nhựa được tiết ra bằng cách rạch các đường nhỏ trên vỏ cây. Khi nhựa này được nhai, thì nó trở thành màu trắng sáng và mờ.
Nhựa nhũ hương là một loại gia vị tương đối đắt tiền, được sử dụng trong sản xuất rượu mùi và kẹo cao su. Nó cũng là thành phần cơ bản trong dondurma, một loại kem của Thổ Nhĩ Kỳ, và các loại bánh put đinh của Thổ Nhĩ Kỳ, cho phép chúng có kết cấu không bình thường và màu trắng sáng. Nó đã từng là đặc quyền của các vị sultan Thổ trong việc nhai nhựa nhũ hương, và nó được coi là có các tính chất chữa bệnh. Nhựa nhũ hương cũng được dùng làm bánh ngọt, đồ uống, các món nướng, kẹo cao su, mỹ phẩm cũng như thuốc đánh răng, nước thơm cho tóc, da và nước hoa. Nó còn được dùng trong sản xuất một loại kẹo của Thổ Nhĩ Kỳ là lokum.
Thời gian thu hoạch tốt nhất là tháng 7-8. Sau khi thu hoạch nó được phơi khô sau khi được tẩy rửa bằng nước một cách thủ công.
Loại nhựa nhũ hương tốt nhất thu được từ các giống trồng trên đảo Chios của Hy Lạp trên biển Aegea, tại đây nó được biết dưới tên gọi "nước mắt Chios". Người dân khu vực Địa Trung Hải còn sử dụng nhựa nhũ hương như là một loại thuốc để điều trị một số bệnh đường ruột trong nhiều ngàn năm nay. Nhà thực vật học và thầy thuốc người Hy Lạp trong thế kỷ 1 là Dioscorides đã viết về các tính chất y học của nhũ hương trong chuyên luận kinh điển của ông là De Materia Medica ("Về các chất y học").
Trong phạm vi Liên minh châu Âu (EU), sản xuất nhũ hương Chios được cho phép tên gọi chỉ định bảo vệ nguồn gốc (PDO) và chỉ dẫn địa lý được bảo vệ (PGI). 'Mastichohoria' (các làng sản xuất nhũ hương) nằm ở phần phía nam của Chios.
Trong những năm gần đây, các nhà nghiên cứu tại một số trường đại học đã đưa ra các chứng cứ khoa học về các thuộc tính y học của nhũ hương. Nghiên cứu năm 1985 của Đại học Thessaloniki phát hiện ra rằng nhựa nhũ hương có thể làm giảm vi khuẩn bựa răng tại miệng tới 41,5 %. Nghiên cứu năm 1998 của Đại học Athena phát hiện ra rằng tinh dầu nhũ hương có các thuộc tính kháng khuẩn và nấm. Một nghiên cứu khác năm 1998 của Đại học Nottingham công bố trong New England Journal of Medicine đã tìm thấy là nhũ hương có thể điều trị các vết loét của tuyến tiêu hóa.
Bên cạnh công dụng trong y học và ẩm thực, nó cũng được sử dụng trong công nghiệp hóa mỹ phẩm và sản xuất véc ni chất lượng cao.

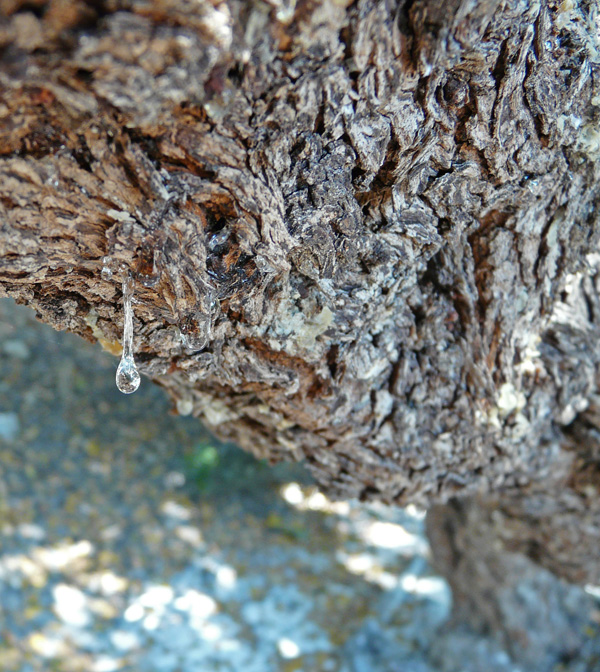
Rỉ nhựa

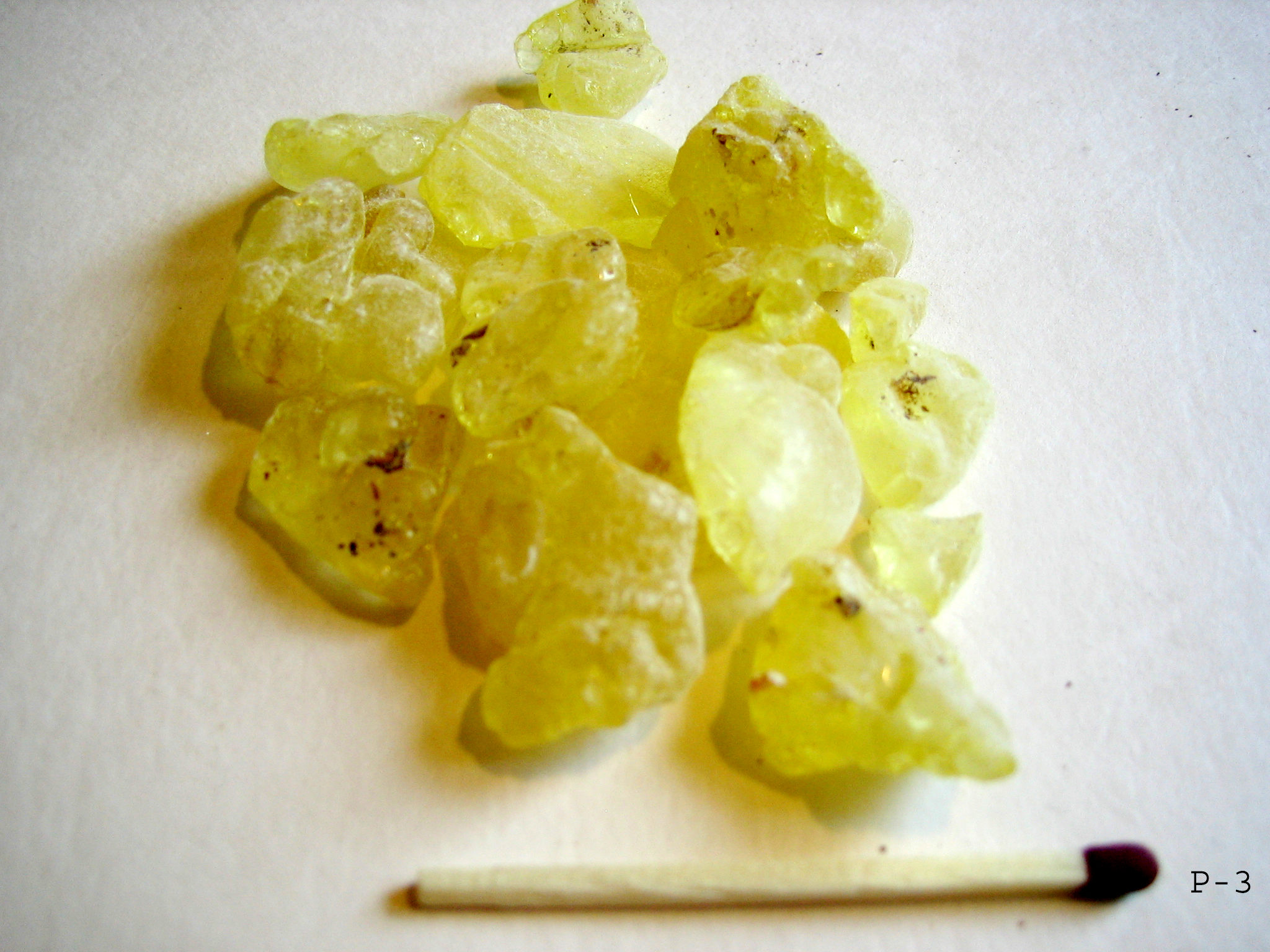
Nhũ hương (nhựa Pistacia lentiscus)